# Acraea amphiprotea
Acraea amphiprotea är en fjärilsart som beskrevs av Butler 1874. Acraea amphiprotea ingår i släktet Acraea och familjen praktfjärilar. Inga underarter finns listade i Catalogue of Life.